# Mathilda (mollusque)
Pour les articles homonymes, voir Mathilda.
Genre
Synonymes
- Eucharilda Iredale, 1929
- Fimbriatella Sacco, 1895
- Granulicharilda Kuroda & Habe in Kuroda, Habe & Oyama, 1971
- Mathildona Iredale, 1929
- Opimilda Iredale, 1929

Mathilda est un genre de mollusques gastéropodes marins de l'ordre des Heterostropha et de la famille des Mathildidae.

## Liste des espèces
Selon World Register of Marine Species (12 octobre 2019) :
- Mathilda allani P. A. Maxwell, 1966 †
- Mathilda amaea Dall, 1927
- Mathilda amanda Thiele, 1925
- Mathilda argentina Castellanos, 1990
- Mathilda barbadensis Dall, 1889
- Mathilda bieleri Smriglio & Mariottini, 2007
- Mathilda boucheti Bieler, 1995
- Mathilda brevicula Bavay, 1922
- Mathilda brownae Smriglio, Mariottini & Swinnen, 2017
- Mathilda cancellata Kuroda, 1958
- Mathilda carystia Melvill & Standen, 1903
- Mathilda cerea Kuroda, 1958
- Mathilda cochlaeformis Brugnone, 1873
- Mathilda coronata Monterosato, 1875
- Mathilda cryptostoma de Folin, 1874
- Mathilda decorata Hedley, 1903
- Mathilda epicharis de Folin, 1870
- Mathilda fusca (Okutani & Habe, 1981)
- Mathilda gemmulata Semper, 1865
- Mathilda gemmulifera Kuroda, 1958
- Mathilda georgiana Dall, 1927
- Mathilda globulifera Dall, 1927
- Mathilda granifera Dall, 1927
- Mathilda hendersoni Dall, 1927
- Mathilda herberti Mariottini, Smriglio & di Giulio, 2009
- Mathilda houbricki Bieler, 1995
- Mathilda inhereditaria Lozouet, 1999 †
- Mathilda kaiparaensis Laws, 1941 †
- Mathilda lacteosa Dall, 1927
- Mathilda letei Prkic & Smriglio, 2007
- Mathilda maculosa Bieler, 1995
- Mathilda magellanica P. Fischer, 1873
- Mathilda malvinarum (Melvill & Standen, 1907)
- Mathilda maoria (Powell, 1940)
- Mathilda marwicki (P. A. Maxwell, 1966) †
- Mathilda mozambicensis Mariottini, Smriglio & di Giulio, 2009
- Mathilda nathani (P. A. Maxwell, 1988) †
- Mathilda oppia Hedley, 1907
- Mathilda prima Laws, 1935 †
- Mathilda quadricarinata (Brocchi, 1814)
- Mathilda quinquelirata Kuroda, 1958
- Mathilda retusa Brugnone, 1873
- Mathilda rhigomaches Melvill & Standen, 1912
- Mathilda richeri Bieler, 1995
- Mathilda rushii Dall, 1889
- Mathilda sagamiensis (Kuroda & Habe in Kuroda, Habe & Oyama, 1971)
- Mathilda salve Barnard, 1963
- Mathilda sansibarica Thiele, 1925
- Mathilda scalaris (Kuroda & Habe in Kuroda, Habe & Oyama, 1971)
- Mathilda scitula Dall, 1889
- Mathilda sinensis P. Fischer, 1867
- Mathilda trochlea Mörch, 1875
- Mathilda vanaartseni De Jong & Coomans, 1988
- Mathilda yucatecana (Dall, 1881)
- Mathilda zmitampis Melvill & Standen, 1901

### Noms douteux
- Mathilda elegantissima (Costa, 1861) (nomen dubium)

### Noms en synonymie
- Mathilda (Gegania) Jeffreys, 1884, un synonyme de Tuba Lea, 1833
  - Mathilda (Gegania) jeffreysi Dall, 1889, un synonyme de Tuba jeffreysi (Dall, 1889)
- Mathilda canariensis Dautzenberg, 1890, un synonyme de Mathilda gemmulata Semper, 1865
- Mathilda elegans de Folin, 1870, un synonyme de Liamorpha elegans (de Folin, 1870)
- Mathilda eurytima Melvill & Standen, 1896, un synonyme de Cerithium nodulosum Bruguière, 1792
- Mathilda granolirata Brugnone, 1873, un synonyme de Mathilda cochlaeformis Brugnone, 1873
- Mathilda haasi Mienis, 1978, un synonyme de Mathilda gemmulata Semper, 1865
- Mathilda jeffreysi Dall, 1889, un synonyme de Tuba jeffreysi (Dall, 1889)
- Mathilda neozelanica Suter, 1908, un synonyme de Brookesena neozelanica (Suter, 1908)
- Mathilda pagoda Chapman & Crespin, 1934 †, un synonyme de Orthochetus pagoda (Chapman & Crespin, 1834)
- Mathilda rosae Hedley, 1901, un synonyme de Charilda rosae (Hedley, 1901)
- Mathilda telamonia Melvill, 1912, un synonyme de Mathilda sinensis P. Fischer, 1867